# منظر أبو الشوك
جزيرة منظر أبو الشوك هي إحدى الجزر الواقعة في أرخبيل جزر فرسان في البحر الأحمر، وتتبع منطقة جازان جنوب غرب السعودية. تبلغ مساحة الجزيرة نحو 6,8 كم2 وتبعد عن الساحل بحوالي 33,20 ميل بحري.